# Каналетто
Джова́нни Анто́нио Кана́ль (итал. Giovanni Antonio Canal), известный под прозванием Канале́тто (итал. Canaletto — «Маленький Каналь»; 18 октября 1697, Венеция — 19 апреля 1768, Венеция) — итальянский живописец, рисовальщик и гравёр, мастер офорта, наиболее известный представитель венецианской ведуты — жанра западноевропейской живописи и графики, особенно популярного в Венеции XVIII века. Произведение искусства в жанре ведуты представляет собой картину, рисунок или гравюру с детальным изображением повседневного городского пейзажа и знаменитых памятников архитектуры. Прозвание «Каналетто», кроме Антонио Каналя носил и его племянник, Бернардо Беллотто, также знаменитый пейзажист.

## Биография
Антонио Каналь родился 18 октября 1697 года в Венеции в богатой, но не аристократической семье художника Бернардо Каналя и Артемизии Барбьери, отсюда и его прозвание: Каналетто («маленький Каналь», то есть сын Каналя-отца). По другой версии такое прозвание художник получил из-за своего маленького роста.
Каналетто учился у своего отца (отец умер в 1744 году) и брата, театрального художника. Во время пребывания в Риме c 1716 года помогал отцу вместе с дядей Кристофоро оформлять сцены для двух опер Вивальди и Челлери, поставленных в римском театре Сан-Анджело. В 1719—1720 годах работал с отцом над созданием декораций для двух опер композитора Алессандро Скарлатти, которые были исполнены в Театре Капраника (Teatro Capranica) во время карнавального сезона 1720 года.
Однако вскоре Каналь, вероятно, понял, что условности сценографии мешают его природному дару. Его любовь к пейзажной живописи окрепла благодаря контактам с голландскими художниками, работавшими в Риме, в частности с Гаспаром ван Виттелем (Гаспаре Ванвителли), который ещё в 1681 году создавал топографически-точные изображения Рима и других итальянских городов.
В Риме Джованни Антонио Каналь познакомился с творчеством знаменитого ведутиста Джованни Паоло Паннини. После этого он также стал писать виды Венеции. Первой известной исследователям работой Каналя с авторской подписью является «Архитектурное каприччо» (1723).
Важное значение для формирования индивидуального стиля живописи Каналетто имело творчество Луки Карлевариса, известного мастера-ведутиста, но непосредственно у Карлевариса он не учился.
В 1725 году художник Алессандро Маркезини, который приобретал картины для коллекционера произведений искусства из Лукки Стефано Конти, спросил о возможности покупки ещё двух «видов Венеции», тогда продавец убедил его рассмотреть работу «Антонио Канале… он похож на Карлевариса, но посмотрите, как сияет солнце».
Среди покупателей картин молодого живописца был принц Лихтенштейна и, прежде всего, Джозеф Смит, банкир, торговец произведениями искусства, а затем английский консул в Венеции. Смит покровительствовал художникам, главным образом венецианским пейзажистам, таким как Франческо Дзуккарелли из Флоренции, венецианцу Джузеппе Зайсу а затем и Каналетто. Именно Джозеф Смит создал «рынок вкуса» к венецианской ведуте в среде британских аристократов, совершавших Гран-тур по Италии. В качестве коммерческого агента Каналетто в течение нескольких лет, примерно с 1729 по 1735 годы, Смит фактически контролировал творчество художника на пользу им обоим. Так, например, Каналетто создал серию городских видов для лорда Бедфорда в 1730—1731 годах. В 1728—1735 годах Смит организовал воспроизведение в офортах Антонио Визентини тридцати восьми живописных ведут Каналетто и их издание под названием «Город Венеция в видах знаменитого Антонио Каналя» (Urbis Venetiarum Prospectus Celebriores ex Antonii Canal). Но к 1740 году этот источник дохода стал уменьшаться: началась война за австрийское наследство, и британцы стали реже приезжать на континент.
Смит вдохновил художника в 1746 году на поездку в Лондон. Из-за войн, потрясавших континентальную Европу, Каналетто решился переехать в Англию, где он прожил десять последующих лет. С 1746 по 1756 год Каналетто жил в Лондоне (ненадолго возвращаясь в Венецию), изображая виды Темзы и английской сельской местности для герцогов Ричмонда, Бофорта, Нортумберленда и других видных заказчиков.
Пейзажи Каналетто имели большой успех в туманном Альбионе. В 1762 году Джозеф Смит продал большую часть своей коллекции, включавшую картины Каналетто, английскому королю Георгу III, который впоследствии включил их в особую Королевскую коллекцию. Король заплатил за коллекцию консула Смита из 50 картин и 142 рисунков 20 000 фунтов стерлингов.
В 1755 году художник возвратился в Венецию. Но жанр городского пейзажа в то время ещё не был окончательно признан академическим сообществом. Только после двух отказов в 1763 году Каналетто был принят в Венецианскую академию изящных искусств.
Каналетто умер 19 апреля 1768 года в родной Венеции.

## Творческий метод
В отличие от большинства художников того времени Каналетто на раннем этапе своего творчества писал свои городские виды непосредственно с натуры, не делая предварительных набросков и эскизов. Впоследствии он стал писать в студии, пользуясь камерой-обскурой. Пейзажи того периода отличаются детально точным изображением конкретного вида местности с определённой точки зрения.
Камера-обскура (лат. camera obscūra — «тёмная комната») представляет собой светонепроницаемый ящик с отверстием в одной из стенок и экраном (матовым стеклом или тонкой белой бумагой) на противоположной стенке. Предполагается, что камеру-обскуру изобрёл архитектор и теоретик Леон Баттиста Альберти. Об этом приборе имеется упоминание в «Трактате о живописи» Леонардо да Винчи. Камеру-обскуру в дальнейшем использовали многие художники. Первым для создания городских пейзажей этот прибор использовал голландский живописец Ян Вермеер Дельфтский. Камеры-обскуры тех времён представляли собой большие ящики с системой зеркал для отклонения света. Согласно традиционной точке зрения, наука перспективы, выработанная живописцами, в частности мастерами ведуты, оказала влияние на архитектуру и искусство театральной декорации. Однако, более убедительна обратная версия: о влиянии искусства архитектуры на «перспективную живопись» ведут.
В дальнейшем Каналетто всё более склонялся к воображаемым видам, он их называл «каприччи» (итал. capriccio — каприз, прихоть, блажь) — жанр пейзажной живописи, популярный в XVII—XVIII веках. В этом жанре изображали архитектурные фантазии, в основном руины вымышленных античных сооружений. В пейзажах Каналетто граница между реальным и воображаемым никогда не была чёткой. Используя технические навыки, полученные в театре, Каналетто и при работе с камерой-обскура, он смело смешивал реальность и вымысел. Несмотря на тщательное внимание к деталям, художник собирал увиденные в натуре элементы в новое, придуманное им самим целое. Не колеблясь, он изменял архитектурную топографию и пропорции зданий, менял точки зрения, смешивая правду и вымысел. Каналетто соединял в одной композиции здания из разных городов или же реально существующие здания с никогда не построенными мостами, арками и галереями.
На предварительных натурных набросках Каналетто отмечал места наибольшей яркости, помечая качества цветовых тонов, а затем, вернувшись в мастерскую, перерабатывал такие «черновики» в картину. Он вычерчивал по линейке острым стилосом по грунту холста и по всем правилам геометрии архитектурную перспективу, после чего поверху писал свободно и раскованно, создавая с помощью мелких мазков, игру мерцающих бликов, отражений, ярких пятен одежд фигурок людей. Все эти детали обретали на его картинах собственную жизнь.
Английским клиентам, которые хотят увезти с собой память о визите в Венецию, Каналетто предлагал характерные и, одновременно, воображаемые виды, которые не содержат элементов усталости или грусти, а передают безмятежную и живую атмосферу живущих в этом городе людей. Даже в больших торжественных композициях, воспевающих славу Венеции, Каналетто не отказывается от включения в картину маленьких повседневных, причудливых и даже юмористических эпизодов и персонажей. Художник живо изображал каждый уголок Венеции и умудрялся воплотить на холсте повседневную суету: спорящих гондольеров, бродяг, толпу на площади Сан-Марко, любопытство женщин, выглядывающих с балконов, и радостные игры детей в аллеях. Однако яркий свет, пронизывающий живопись придаёт картинам Каналетто безмятежность. «Лучшие произведения Каналетто замечательны тёплым, звучным колоритом, тонкой разработкой светотени — это истинные преимущества венецианца». Картины Каналетто наполнены ощущениями света, воздуха, пространства, они «буквально дышат пространством», они «красочны, праздничны и декоративны… И в то же время картины настолько точны, что по ним можно изучать историю архитектуры». «Каналетто строит свою Венецию как задний план к комедиям Гольдони», — заметил П. Валери.
Летописец своего времени, Каналетто запечатлел великолепие Серениссимы («Светлейшей», эпитет города) через регаты гондол по каналам, праздничные представления, маскарады, карнавалы, официальные торжества, такие как «Обручение дожа с морем» (картина 1730 года).

## Признание и критика
Каналетто получил признание благодаря своим работам, а также целому поколению талантливых художников, которые считали себя его учениками. В их числе были его племянник Бернардо Беллото, а также Франческо Гварди, Джузеппе Моретти, Микеле Мариески, Габриэле Белла, Джузеппе Бернардино Бизон.
Многие из картин Каналетто находятся в музеях и частных коллекциях Великобритании. Например, девятнадцать картин в собрании Уоллеса, в музее Джона Соуна в Лондоне и двадцать четыре картины в аббатстве Уоберн (Бедфордшир). Произведения Каналетто входили в коллекцию графов Карлайл, однако многие из них были потеряны во время пожара в замке Ховард в 1940 году, а оставшиеся были позднее распроданы. Другие хранятся в Музее изящных искусств в Бостоне (США), Национальной галерее искусства в Вашингтоне, в Музее венецианского сеттеченто в Ка-Реццонико в Венеции, в музее Тиссена-Борнемиса в Мадриде.
В XIX веке в связи с изменениями в эстетике и распространением романтического мировоззрения искусство классической ведуты подвергалось переоценке, а живопись Каналетто — резкой критике со стороны Джона Рёскина. О Каналетто отрицательно отзывались французские импрессионисты, в частности Клод Моне. Тем не менее, в июле 2005 года на аукционе в Сотбис в Лондоне картина «Вид на Гранд-канал от Палаццо Бальби до Риальто», была продана за 18,6 миллионов фунтов стерлингов. В июле 2025 года был установлен новый ценовой рекорд на работы Каналетто —
картина «Возвращение Бучинторо в день Вознесения» была продана на аукционе за 31,9 млн фунтов стерлингов.

## Произведения
Всего Каналетто написал около 116 картин, создал множество рисунков и офортов, которые подразделяют на следующие категории:
Пейзажи (86 произведений). Среди них:
- Гранд-канал, вид к северо-востоку от Палаццо Бальби по направлению к мосту Риальто. 1723—1724. Холст, масло. 144 х 207 см. Музей венецианского сеттеченто в Ка-Реццонико, Венеция.
- Гранд-канал, вид с востока на Кампо-Сан-Вио. 1723—1724. Холст, масло. 140,5 х 204,5 см. Музей Тиссена-Борнемисы, Мадрид.

Исторические сюжеты и бытовые сцены. Сохранилась одна картина: Изучение рисунков. Холст, масло. 41 х 58,5 см. Берлин.
Интерьеры. Сохранились три картины этого типа:
- Интерьер базилики. 1760. Холст, масло. 28 х 19 см. Королевская коллекция, Виндзор.
- Вид собора Сан-Марко внутри. 1755. Холст, масло. 36,5 х 33,5 см. Королевская коллекция, Виндзор.
- Интерьер в доме Ранелы. 1754. Холст, масло. 46 х 75,5 см. Национальная галерея, Лондон.

Рисунки и гравюры (26 произведений).
- Каприччо с руинами. 1720—1721 Фонд Дж. Чини, Венеция
- Приём французского посла в Венеции. 1727—1728. Государственный Эрмитаж, Санкт-Петербург
- Таможенная пристань в Венеции. 1724—1730. Музей истории искусств, Вена
- Двор каменотёса. Конец 1720-х гг. Лондонская национальная галерея
- Возвращение Бучинторо к молу у Дворца дожей. Около 1730 г. Государственный музей изобразительных искусств имени А. С. Пушкина, Москва
- «Вид Лондона», 1746, частное собрание, Лондон;
- Автопортрет. 1746., частное собрание, Англия;
- «Палаццо Гримани». 1756. Лондонская национальная галерея
- Вид на Кампо Санта Маргерита. 1697—1768
- Вид Венеции. Национальный музей искусств Азербайджана
- Вид на Колизей и арку Константина. 1743. Виндзорский замок

## Галерея

Возвращение Бучинторо к молу у Дворца дожей. Около 1730 г. Холст, масло. Государственный музей изобразительных искусств имени А. С. Пушкина, Москва
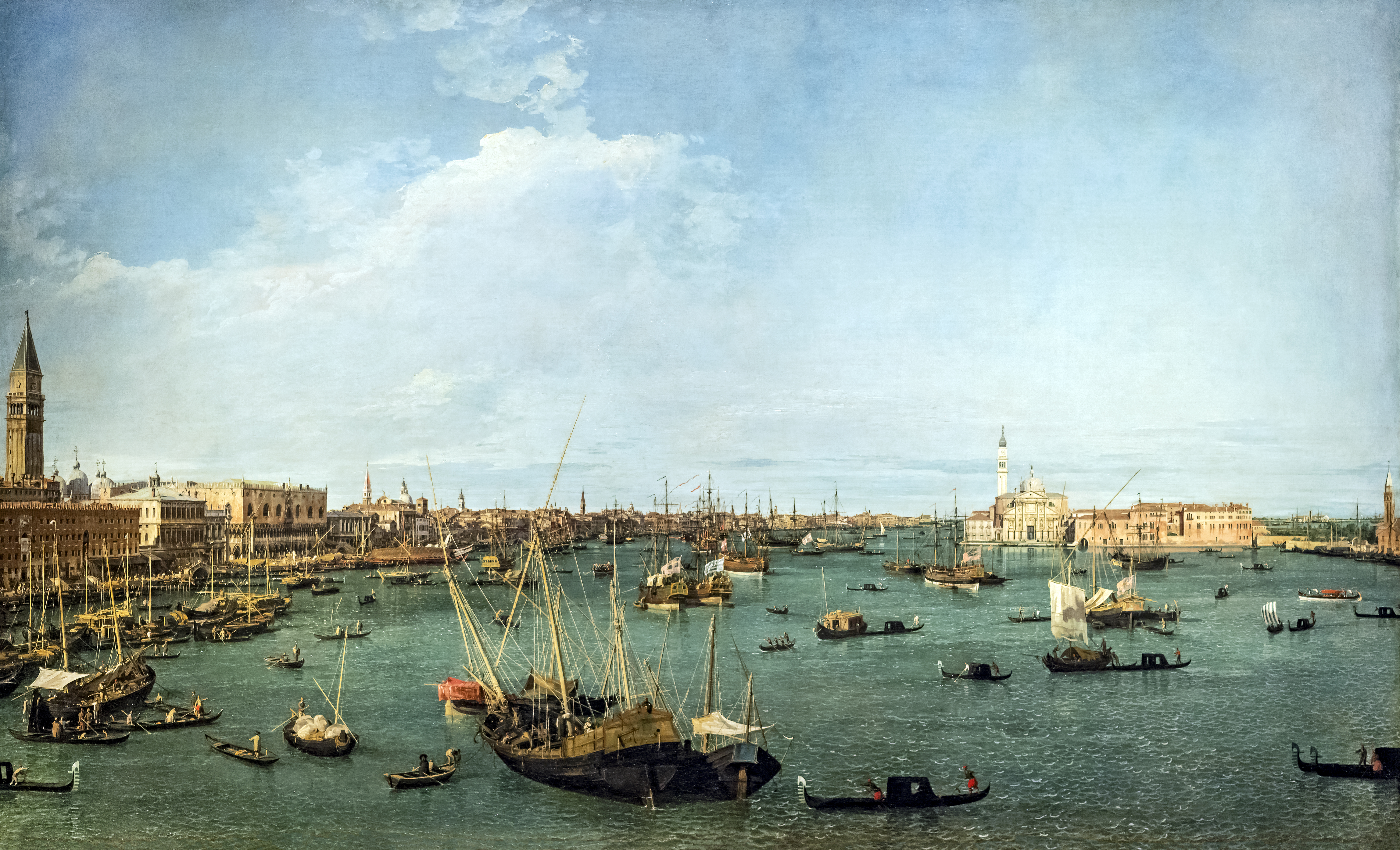
Вид на гавань Сан-Марко. Ок. 1738. Холст, масло. Музей изящных искусств, Бостон, Массачусется, США
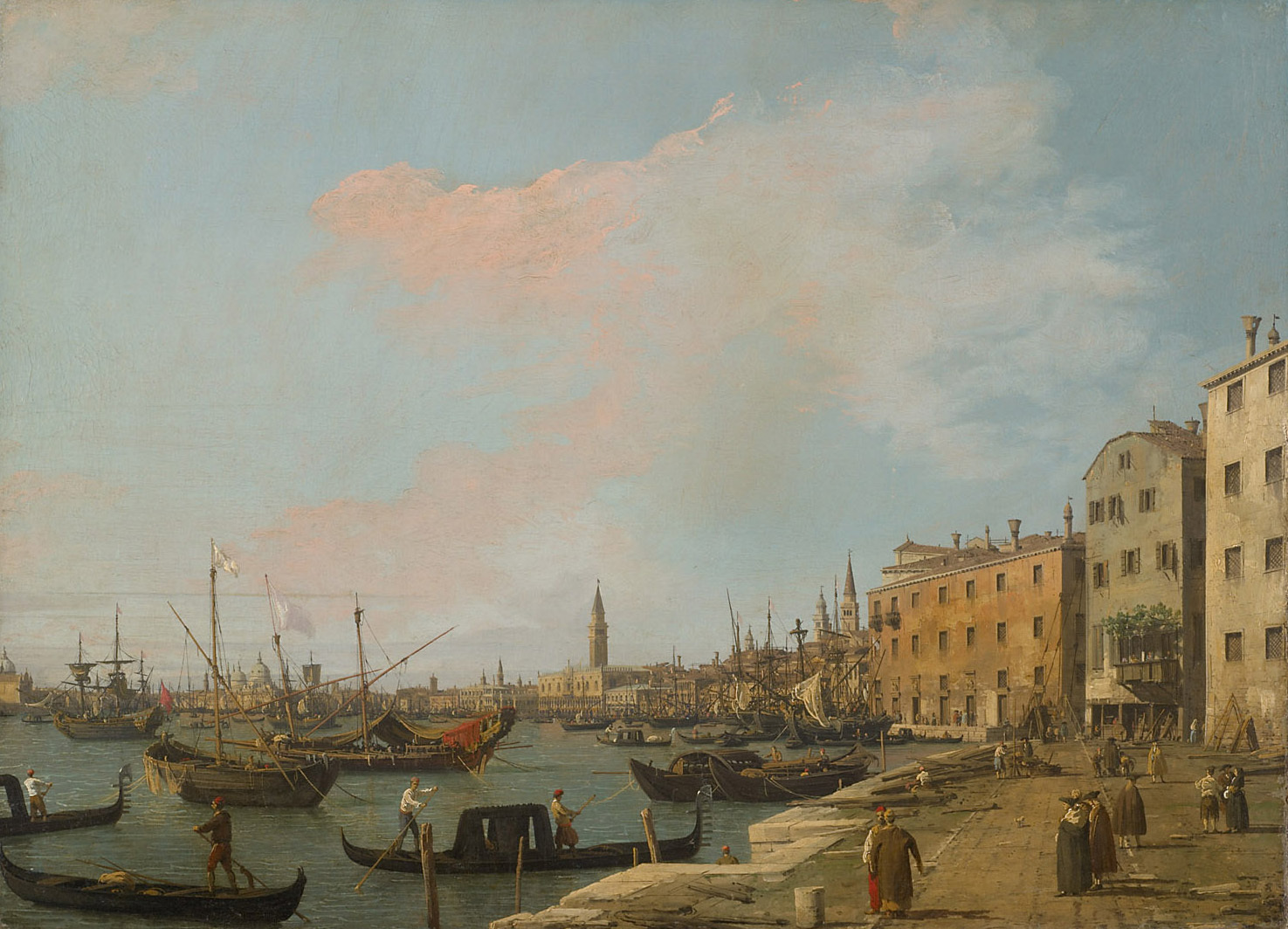
Набережная Скьявони в Венеции. Ок. 1730. Холст, масло. Музей истории искусств, Вена
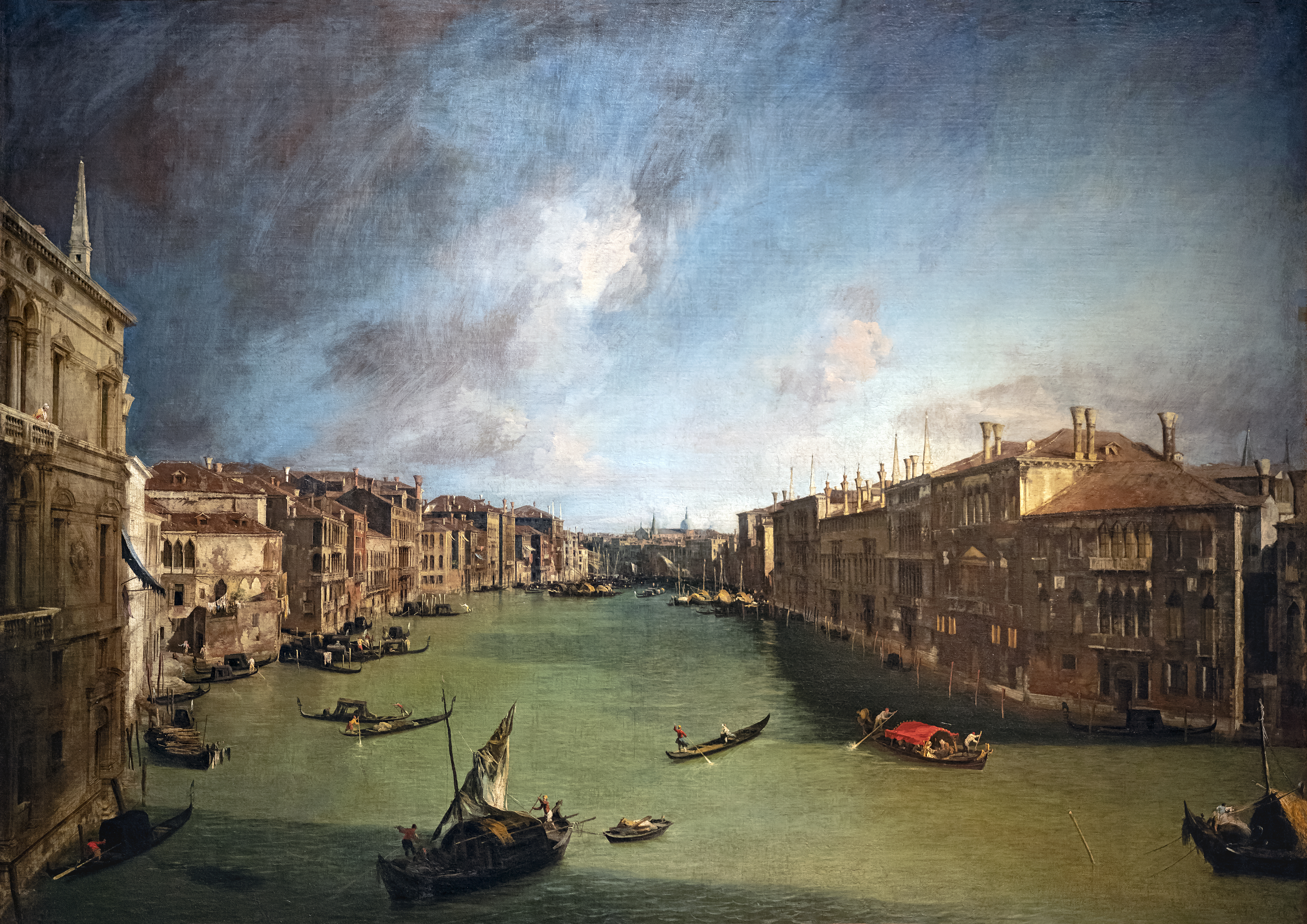
Гранд-канал, вид к северо-востоку от Палаццо Бальби по направлению к мосту Риальто. 1723—1724. Холст, масло. Музей венецианского сеттеченто в Ка-Реццонико, Венеция.
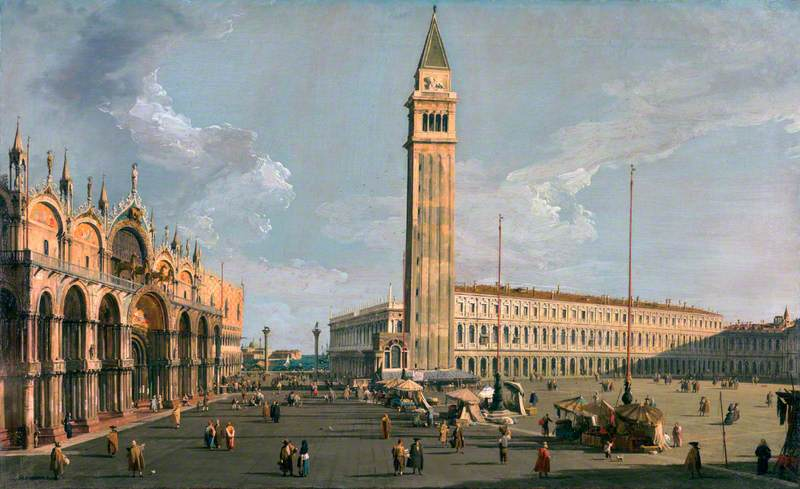
Площадь Святого Марка в Венеции. Ок. 1735 г. Холст, масло. Музей Джона Соуна, Лондон
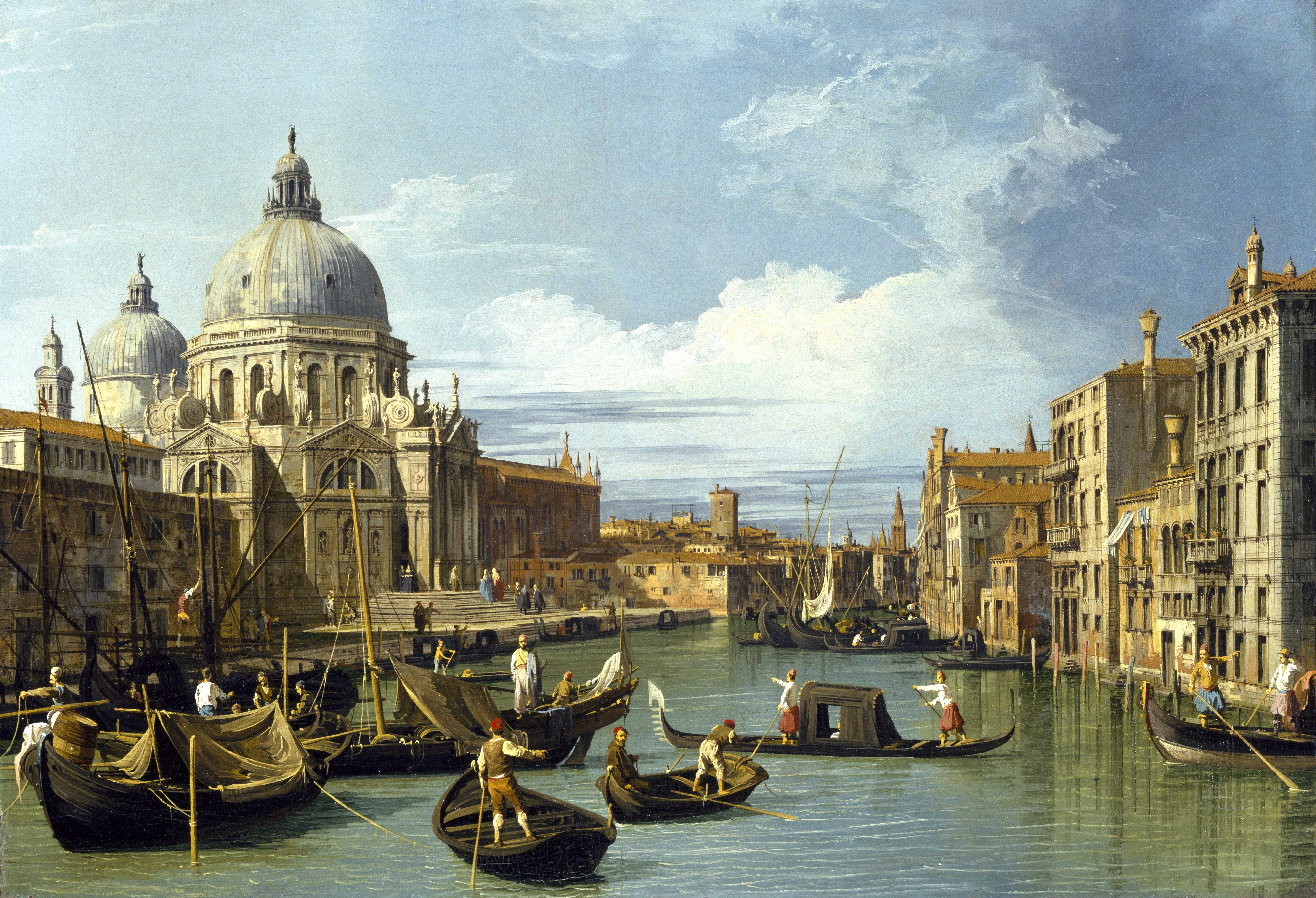
Вход в Гранд-канал. Ок. 1730. Холст, масло. Музей изящных искусств, Хьюстон, Техас
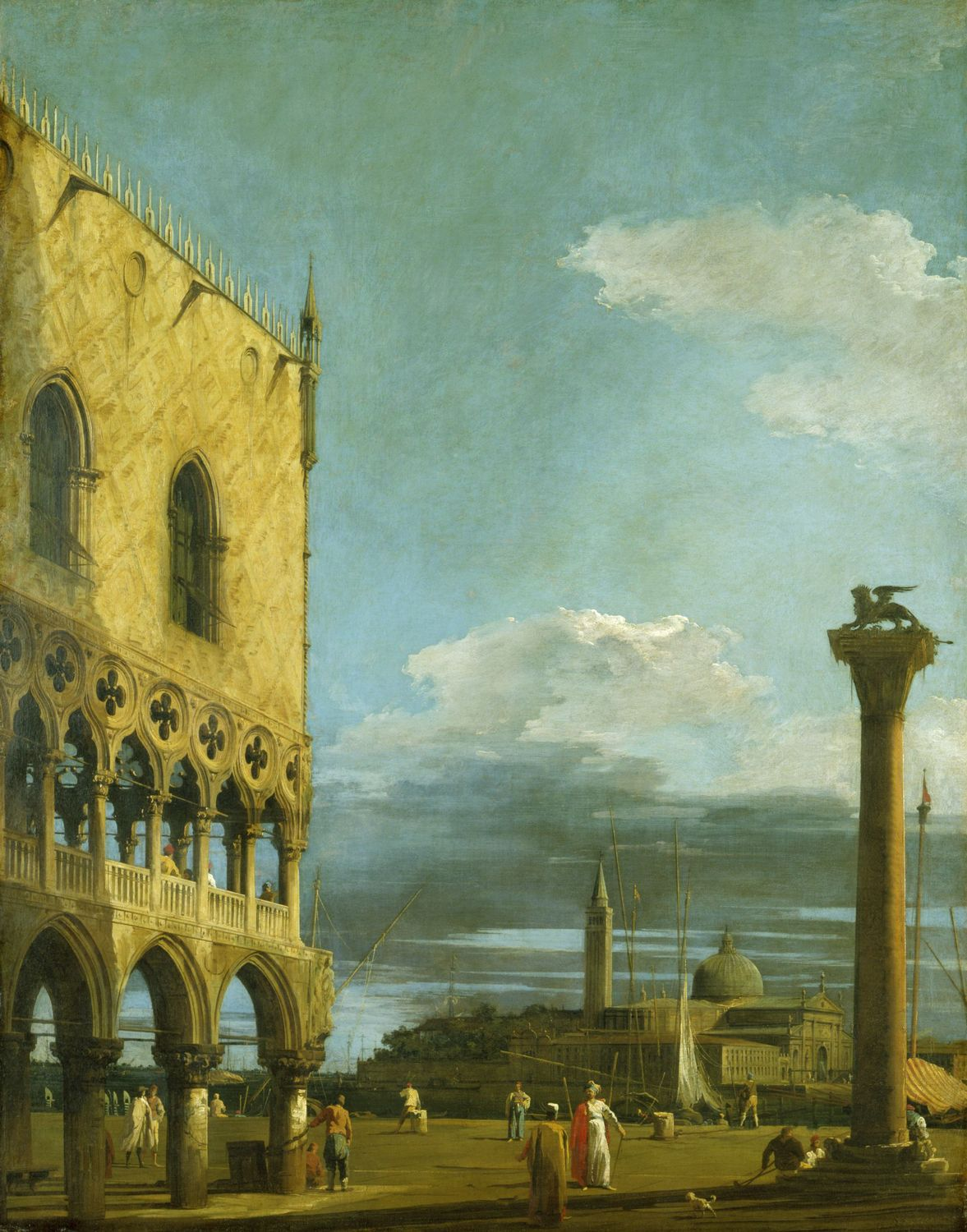
Вид с Пьяццетты на остров Сан-Джорджо-Маджоре. Ок. 1724. Холст, масло. Виндзор
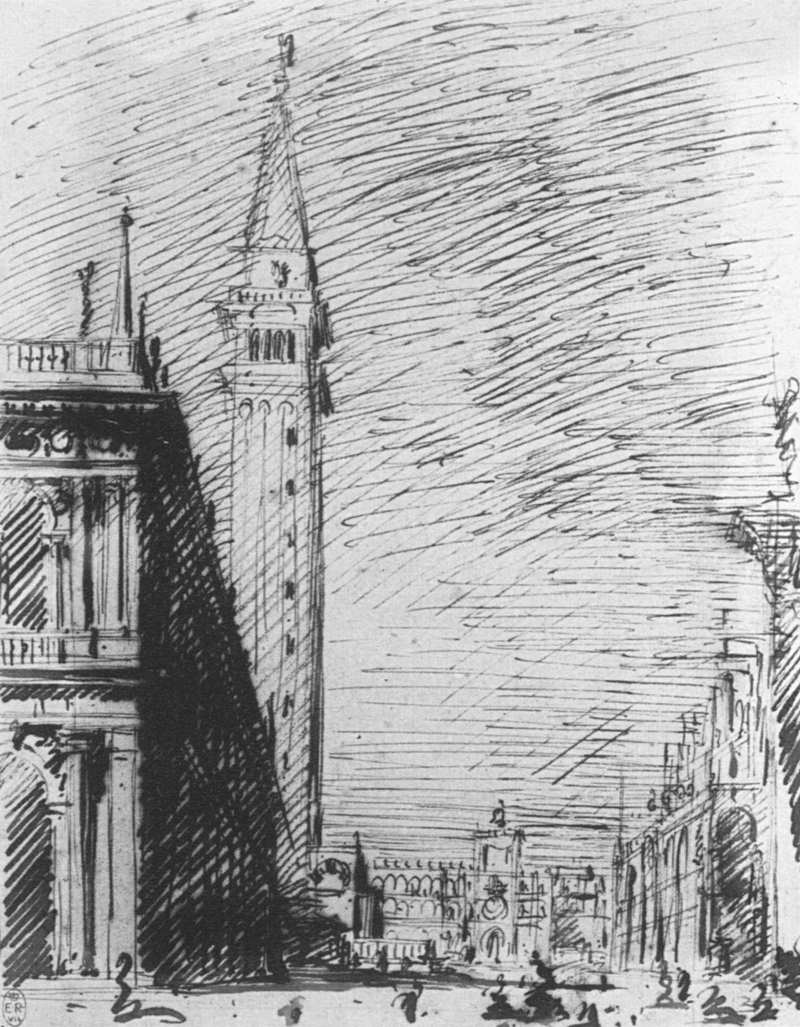
Вид с Пьяццетты на кампанилу Сан-Марко. Между 1725 и 1730 гг. Бумага, перо, чернила. Виндзор
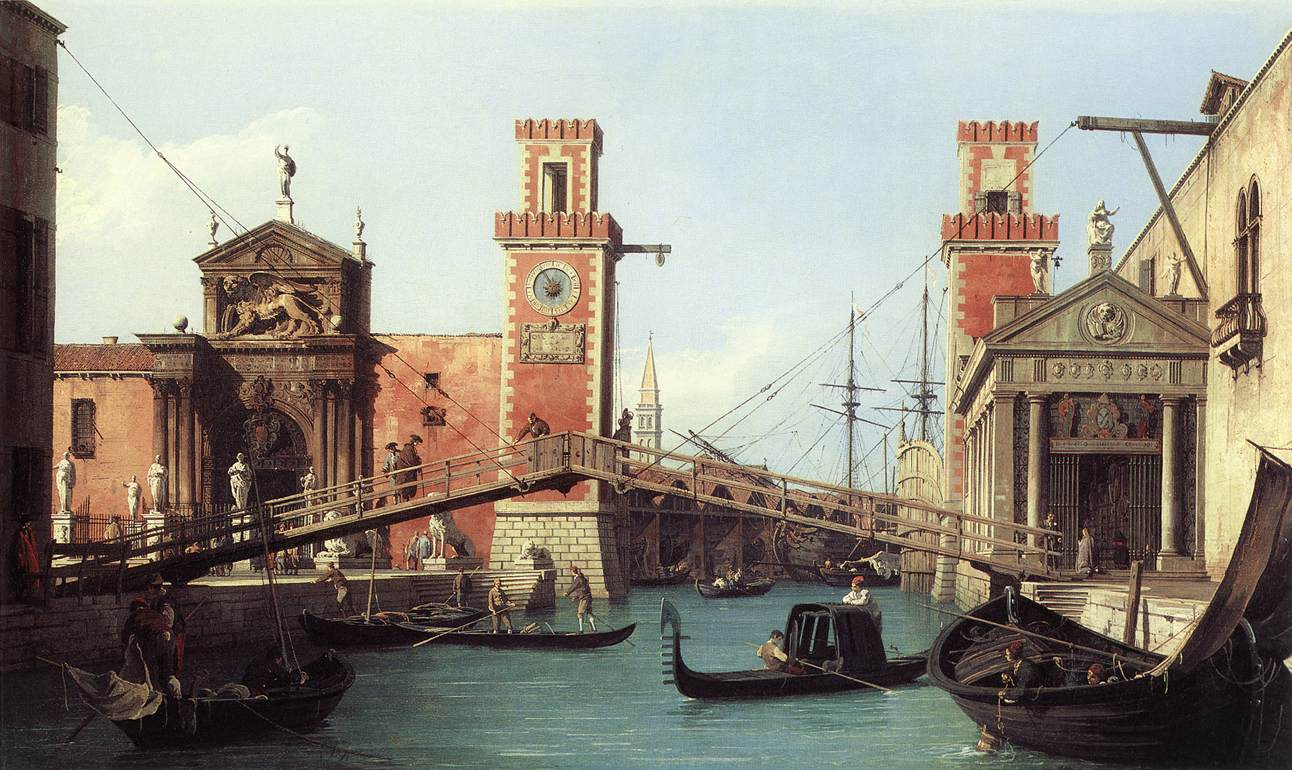
Вид входа в Арсенал в Венеции. 1732. Холст, масло. Частное собрание
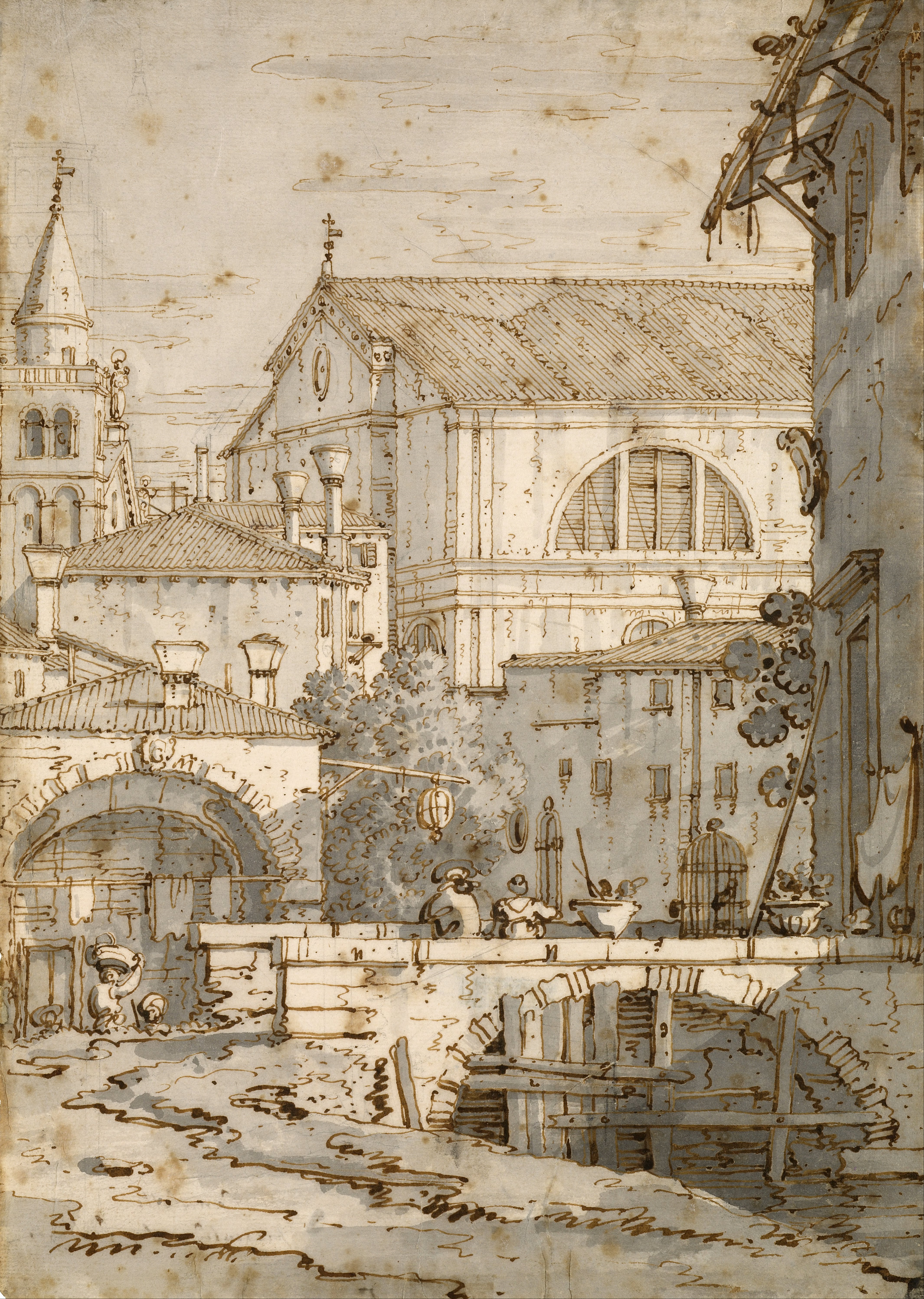
Архитектурное каприччио. Ок. 1745 г. Бумага, перо, кисть, бистр. Библиотека и музей Моргана, Нью-Йорк
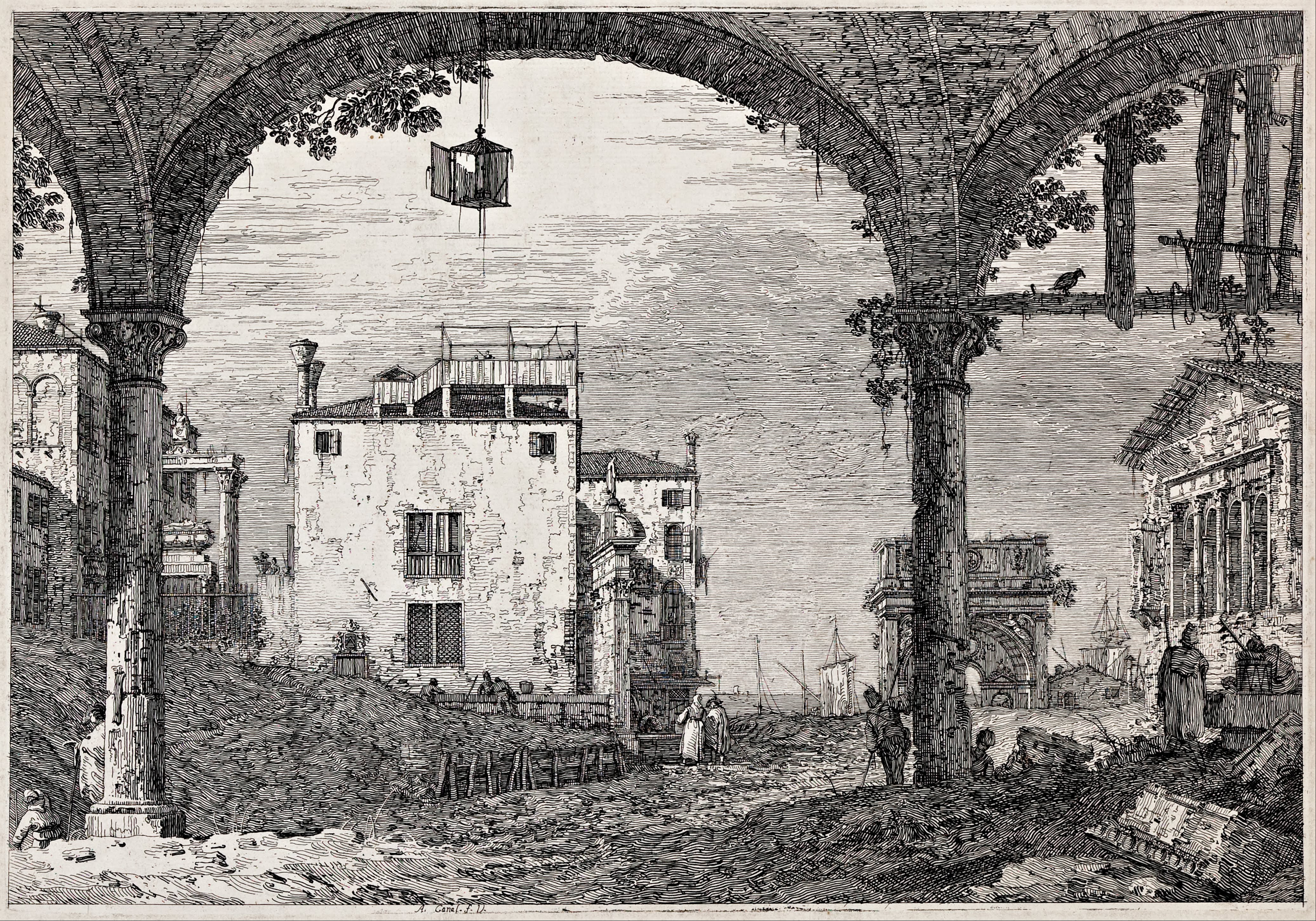
Портик со светильником. Ок. 1743 г. Офорт
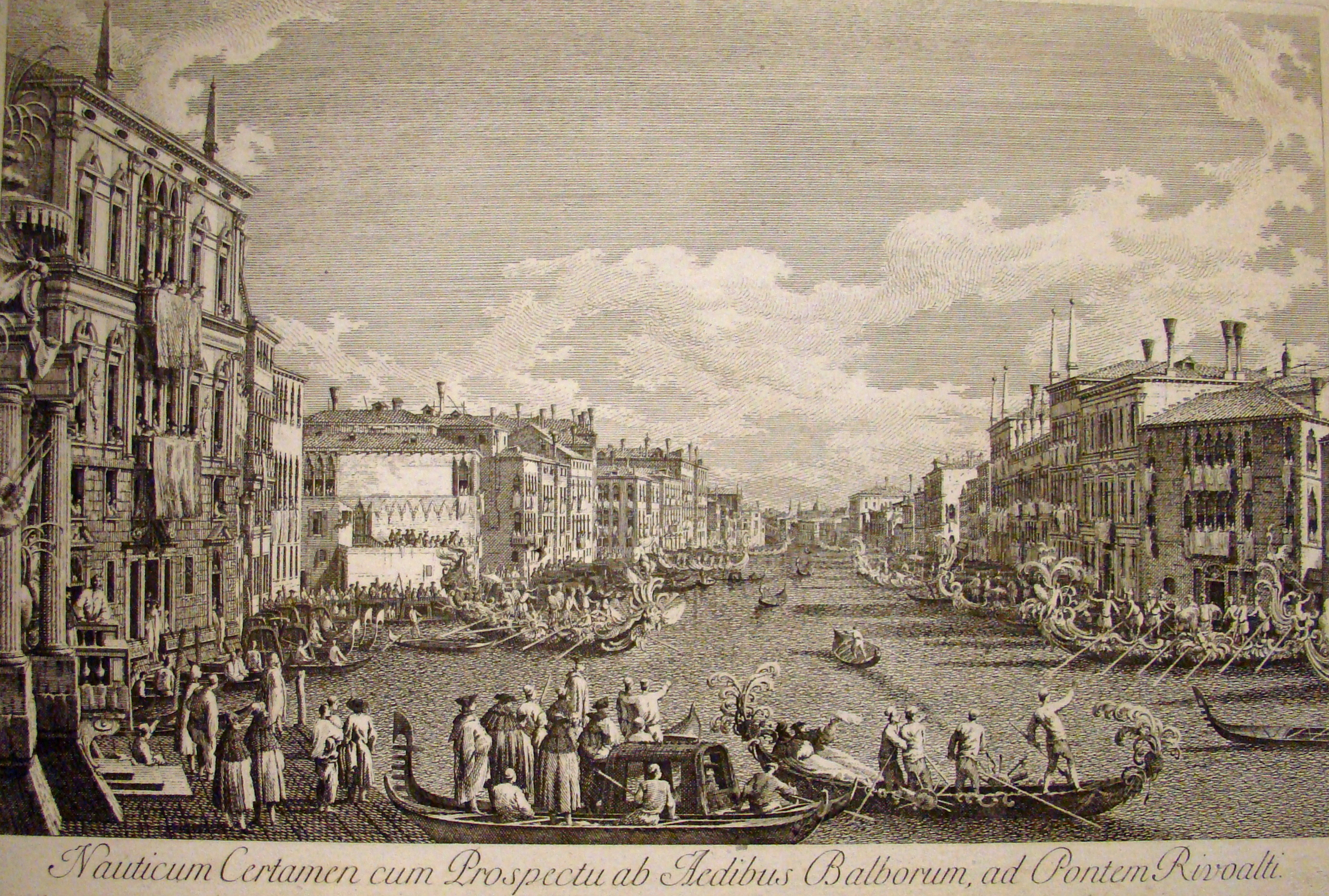
Праздник на Гранд-Канале. Ок. 1745 г. Офорт
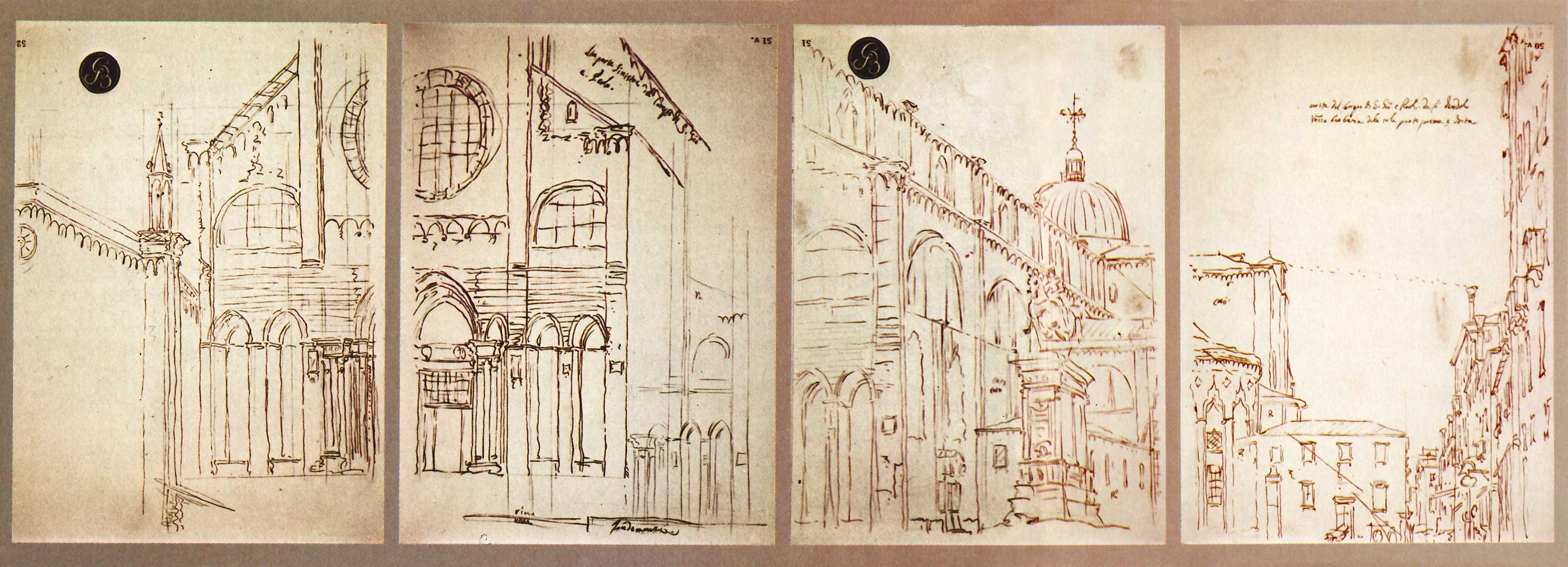
Четыре зарисовки Площади Санти-Джованни-э-Паоло, сделанные с помощью камеры-обскуры. Бумага, перо, бистр. Галерея Венецианской Академии
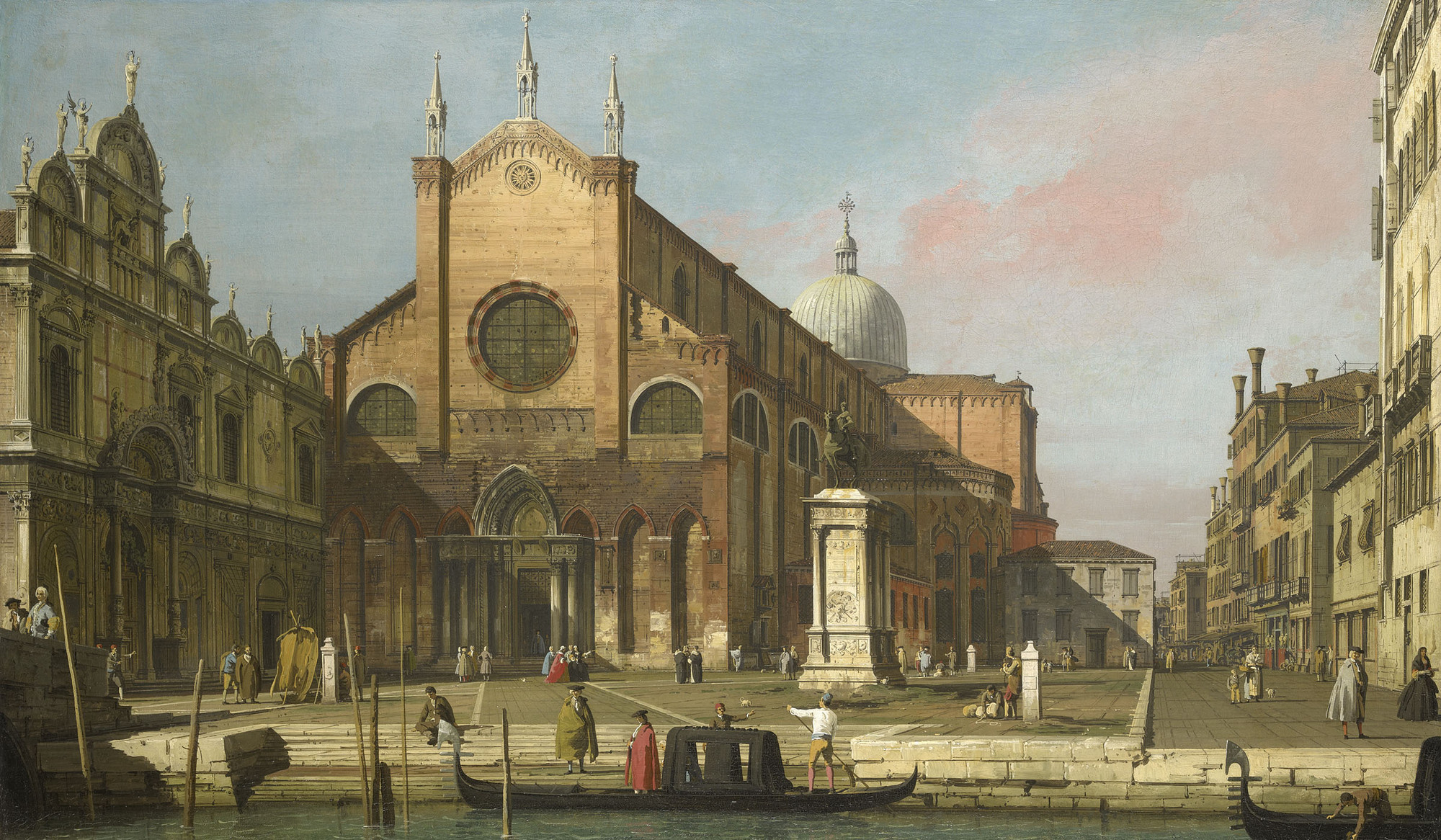
Площадь Санти-Джованни-э-Паоло. 1736—1740. Холст, масло. Королевская коллекция, Лондон